# Festuca rupicola
Festuca rupicola là một loài thực vật có hoa trong họ Hòa thảo. Loài này được Heuff. mô tả khoa học đầu tiên năm 1858.